# Lumpenball (Film)
Lumpenball ist ein Film aus dem Jahr 1930 von Regisseur Carl Heinz Wolff nach einem Buch von Fritz Friedmann-Frederich und Franz Rauch mit den Schauspielern Harry Frank, Irene Ambrus, Kurt Lilien, Anna Müller-Lincke und Carl de Vogt. Die Uraufführung war am 19. August 1930.

## Handlung
Amadeus und sein Schwiegersohn Gerhard begeben sich mit den Tänzerinnen Fiffi und Lola zum Lumpenball in die Stadt. Mit einem Telegramm an sich selbst, das angeblich von Rechtsanwalt Dr. Wiegand stammt, hat Amadeus seiner Frau Pauline gegenüber einen Vorwand für seine Abreise geschaffen.
Dummerweise erscheint Dr. Wiegand nach der Abreise auf dem Gut von Amadeus, so dass die beiden Ehemänner des Schwindels überführt sind. So fahren auch die beiden Ehefrauen zum Lumpenball, um ihre Männer zu ertappen.
Wieder zu Hause, müssen die Männer die Vorwürfe ihrer Frauen über sich ergehen lassen, bis sie entdecken, dass die Tageszeitung auf ihrer Titelseite Pauline als Lumpenkönigin zeigt.

## Kritiken
- Filmwoche: „Endlich hat man sich durch all diesen Unsinn bis zum Schluß durchgeknabbert...Wer lachen will – und nichts weiter als Lachen von sich verlangt – kann den LUMPENBALL akzeptieren.  Und für andere ist er nicht gemacht.“